# Karl von Staudt

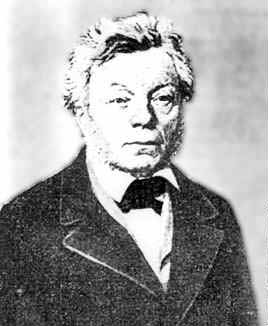
Porträtaufnahme

Karl Georg Christian von Staudt (* 24. Januar 1798 in Rothenburg ob der Tauber; † 1. Juni 1867 in Erlangen) war ein deutscher Mathematiker.

## Leben
Er war der Sohn des Rothenburger Stadtgerichtsrates Christian von Staudt. Staudt studierte an der Universität Göttingen bei Carl Friedrich Gauß, wo er sich mit Zahlentheorie (Kreisteilung und Bernoullische Zahlen) beschäftigte. 1822 wurde er an der Universität Erlangen-Nürnberg promoviert. Er war Lehrer am Melanchthon-Gymnasium Nürnberg sowie an der erst Städtischen dann Staatlichen Polytechnischen Schule Nürnberg (u. a. von Bernhard Gugler). Zuletzt war er von 1835 bis 1867 ordentlicher Professor für Mathematik an der Universität Erlangen.
Er erweiterte nach Jean-Victor Poncelet und Jakob Steiner die Projektive Geometrie, wobei er die Konzepte der Geometrie von allen metrischen Hilfsmitteln loslöste (v. Staudt-Kegelschnitt) und eine ganz neue Auffassung der imaginären Elemente in der Geometrie schuf. Auch schuf Staudt die Ursprungsideen für die Graphische Statik.
1863 wurde er als korrespondierendes Mitglied in die Bayerische Akademie der Wissenschaften aufgenommen. Der Asteroid (30417) Staudt wurde nach ihm benannt.

## Schriften
- Über die Kurven II. Ordnung. Nürnberg 1831 (Digitalisat MDZ).
- De numeris Bernoullianis: commentationem alteram pro loco in facultate philosophica rite obtinendo, Carol. G. Chr. de Staudt. Erlangae: Junge, 1845 (Digitalisat Univ. Straßburg).
- De numeris Bernoullianis: loci in senatu academico rite obtinendi causa commentatus est, Carol. G. Chr. de Staudt. Erlangae: Junge, 1845 (Digitalisat Univ. Straßburg).
- Geometrie der Lage. Nürnberg 1847( Digitalisat Cornell Univ.).
- Beiträge zur Geometrie der Lage, Erstes Heft. Nürnberg 1856 (Digitalisat Cornell Univ.).
- Beiträge zur Geometrie der Lage, Zweites Heft. Nürnberg 1857 (Digitalisat Cornell Univ.).
- Beiträge zur Geometrie der Lage, Drittes Heft. Nürnberg 1860 (Digitalisat Cornell Univ.).